# Sollasella moretonensis
Sollasella moretonensis är en svampdjursart som beskrevs av van Soest, Hooper, Beglinger och Erpenbeck 2006. Sollasella moretonensis ingår i släktet Sollasella och familjen Sollasellidae. Inga underarter finns listade i Catalogue of Life.